# Marvilense Futebol Clube
O Marvilense Futebol Clube foi uma equipa de futebol da cidade de Lisboa, Portugal. Foi um dos fundadores do Clube Oriental de Lisboa.

## História
- 1918: fundação do clube com o nome Marvilense Futebol Clube"
- 8 de agosto de 1946: fusão com o Clube Oriental de Lisboa